# Ergolz
De Ergolz is de voornaamste rivier in het Zwitserse kanton Basel-Landschaft. De bron ligt op 830 m hoogte op de Geissflue bij Rohr (Solothurn) en mondt uit in de Rijn bij Augst op een hoogte van 260 m.
Zijrivieren van de Erholz zijn: de Eibach, Homburgerbach, Diegterbach, Frenke (Hintere en Vordere Frenke), Orisbach, Röserenbach en de Violenbach.
Het gemiddeld debiet bedraagt 3,73 m³/s, met als uitersten 0,1 m³/s in 1947 en 155 m³/s in 1999.
De Ergolz diende als drinkwatervoorziening voor de Romeinse stad Augusta Raurica. Daarvoor werd een aquaduct gebouwd boven het Liestal. Dit aquaduct is thans nog gedeeltelijk te bezoeken en begaanbaar.
Wegens de toenemende vervuiling werden vanaf 1960 meerdere zuiveringsstations gebouwd.
- Gemeinsame Normdatei: 4091865-8
- Historisch woordenboek van Zwitserland: 016132
- Nationale Bibliotheek van Tsjechië: ge874705
- Virtual International Authority File: 242557374